# Amtsgericht Lindow (Mark)
Das Amtsgericht Lindow (Mark) war ein preußisches Amtsgericht mit Sitz in Lindow (Mark) in der Provinz Brandenburg.

## Geschichte
Ab 1849 bestand das Kreisgericht Neuruppin mit einer Gerichtskommission in Lindow. Übergeordnet war das Appellationsgericht Frankfurt a. d. Oder. Im Rahmen der Reichsjustizgesetze wurden diese Gerichte aufgehoben und reichsweit einheitlich Oberlandes-, Land- und Amtsgerichte gebildet. Das königlich preußische Amtsgericht Lindow (Mark) wurde mit Wirkung zum 1. Oktober 1879 als eines von 15 Amtsgerichten im Bezirk des Landgerichtes Neuruppin im Bezirk des Kammergerichtes gebildet. Der Sitz des Gerichtes war die Stadt Lindow (Mark). Sein Gerichtsbezirk umfasste aus dem Landkreis Ruppin den Stadtbezirk Lindow und die Amtsbezirke Meseberg, und Rüthnick, den Amtsbezirk Köpernitz ohne den zum Amtsgericht Rheinsberg gehörenden Teil, der Gemeindebezirk Wulkow und der Gutsbezirk Wulkow-Gühlen aus dem Amtsbezirk Gnewikow, den Gemeindebezirk Teschendorf und die Gutsbezirke Hoppenrade, Neuhof und Neuendorf-Schleuen aus dem Amtsbezirk Löwenberg und der Gemeindebezirk Rönnebeck aus dem Amtsbezirk Rauschendorf. Am Gericht bestand 1880 eine Richterstelle. Das Amtsgericht war damit ein kleines Amtsgericht im Landgerichtsbezirk.
Das Amtsgericht Lindow (Mark) wurde zum 1. Juli 1951 aufgehoben und sein Gerichtssprengel dem Amtsgericht Neuruppin übertragen.